# Dawn Shaughnessy

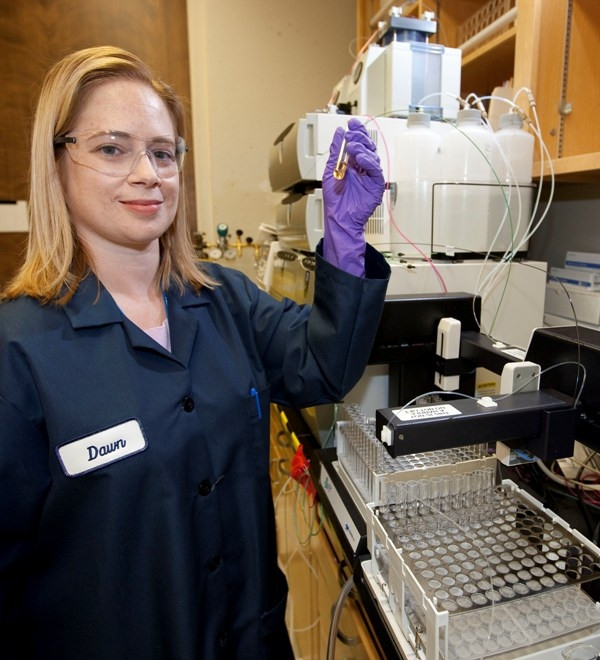
Dawn Shaughnessy, 2013

Dawn Angela Shaughnessy (* 20. Jahrhundert in den USA) ist eine US-amerikanische Chemikerin. Sie war an der Entdeckung von fünf superschweren Elementen mit den Ordnungszahlen 114 bis 118 beteiligt.

## Leben und Werk
Shaughnessy ist die Tochter eines Ingenieurs und erhielt 1993 einen Bachelor of Science und promovierte 2000 in Nuklearchemie bei Darleane C. Hoffmann von der University of California, Berkeley. Nach ihrer Promotion forschte sie drei Jahre als Postdoktorandin am Glenn T. Seaborg Institute am Lawrence Berkeley National Laboratory, wo sie das Umweltverhalten von Plutonium und Neptunium untersuchte. 2002 kam sie als Mitglied der Stockpile Radiochemistry Group zum Lawrence Livermore National Laboratory (LLNL). Von dort aus war sie leitende Forscherin des Heavy Element Program, verantwortliche Wissenschaftlerin für radiochemische Diagnostik an der National Ignition Facility und Gruppenleiterin sowohl der Gruppe Nuklear- und Radiochemie in der Abteilung Nuklear- und Chemiewissenschaften als auch der Gruppe Nuklear- und Radiochemie in der Joint High Energy Density Science Organisation.
Sie hat als leitende Forscherin an einer Vielzahl von Projekten in den Bereichen Plasma-Nuklearwissenschaft, Spaltdatenmessungen, Nuklearforensik und Chemie schwerer Elemente mitgewirkt. Von 2018 bis 2019 war sie technische Redakteurin der Laborpublikation Science and Technology Review.
Im Dezember 2015 fügte die International Union of Pure and Applied Chemistry drei neue Einträge zum Periodensystem der Elemente hinzu, die von einem Forscherteam unter der Leitung von Shaughnessy synthetisiert worden waren. In Zusammenarbeit mit dem Joint Institute for Nuclear Research in Russland hat die Gruppe seit 2004 fünf neue „superschwere“ Elemente entdeckt, die die Ordnungszahlen 114 bis 118 tragen, wobei Element 116 nach dem Labor als Livermorium benannt wurde.
Das Team von Shaughnessy sowie die Arbeit des russischen Teams haben bei der Entdeckung von sechs Elementen geholfen, von denen vier offizielle Namen erhielten: Nihonium, benannt nach Japan, das auch Gastgeber eines nuklearchemischen Programms ist; Moscovium, benannt nach Moskau; Tenness, benannt nach Tennessee, dem Standort des Oak Ridge National Laboratory; und Oganesson, benannt nach dem russischen Nuklearchemiker Yuri Oganessian, der das russische Team leitete. Shaughnessys Team half auch bei der Entdeckung von Flerovium, benannt nach Georgi Nikolajewitsch Fljorow.

## Ehrungen
- 2003: DOE/NNSA Award of Excellence, Energieministerium der Vereinigten Staaten (DOE)[3]
- 2010: Outstanding Mentor Award, Energieministerium der Vereinigten Staaten[4]
- 2010: Gordon Battelle Prize for Scientific Discovery
- 2012: Alameda County Women’s Hall of Fame Inductee for Excellence in Science[5]
- 2013: LLNL Global Security Directorate Award
- 2014: LLNL NIF and Photon Science Directorate Award
- 2014: Defense Programs Award of Excellence
- 2015: LLNL Early and Mid-Career Recognition Program Award
- 2016: LLNL Director’s Science and Technology Award (2016)
- 2016: Number 9, 100 Most Creative People in Business for 2016, Fast Company[6]
- 2018: Fellow der American Chemical Society

## Veröffentlichungen
- mit E.P. Abel, M. Avilov, V. Ayres, E. Birnbaum, G. Bollen, G. Bonito, T. Bredeweg, H. Clause, A. Couture, J. DeVore, M. Dietrich, P. Ellison, J. Engle, R. Ferrieri, J. Fitzsimmons, M. Friedman, D. Georgobiani, S. Graves, J. Greene, S. Lapi, C.S. Loveless, T. Mastren, C. Martinex-Gomez, S. McGuinness, W. Mittig, D. Morrissey, G. Peaslee, F. Pellemoine, J.D. Robertson, N. Scielzo, M. Scott, G. Severin, J. Shusterman, J. Singh, M. Stoyer, L. Sutherlin, A. Visser, J. Wilkinson: Isotope harvesting at FRIB: Additional opportunities for scientific discovery. Journal of Physics G: Nuclear and Particle Physics 46, 2019.
- mit J.A. Shusterman, N.D. Scielzo, K.J. Thomas, E.B. Norman, S.E. Lapi, C.S. Loveless, N.J. Peters, J.D Robertson, A.P. Tonchev: The surprisingly large neutron capture cross-section of Zr-88. Nature 565, S. 328, 2019.
- mit K.J. Moody, N. Gharibyan, P.M. Grant, C.B. Yeamans, J.D. Despotopulos, C.J. Cerjan: “Fractionation of copper activation products in debris samples from the National Ignition Facility”, Appl. Rad. Isot. 143, 2019.
- mit J.D. Despotopulos, D.A. Shaughnessy, N. Gharibyan, K.J. Moody, P.M. Grant, C.B. Yeamans, C.S. Waltz: Distribution of collected target debris using the large area solid debris radiochemistry collector. Rev. Sci. Instrum. 89, 2018.
- mit C.J. Cerjan, L. Bernstein, L.B. Hopkins, R.M. Bionta, D.L. Bleuel, J.A. Caggiano, W.S. Cassata, C.R. Brune, J. Frenje, M. Gatu-Johnson, N. Gharibyan, G. Grim, C. Hagmann, A. Hamza, R. Hatarik, E.P. Hartouni, E.A. henry, H. Herrmann, N. Izumi, D.H. Kalantar, H.Y. Khater, Y. Kim, A. Kritcher, Y.A. Litvinov, F. Merrill, K. Moody, P. Neumayer, A. Ratkiewicz, H.G. Rinderknecht, D. Sayre, D. Shaughnessy, B. Spears, W. Stoeffl, R. Tommasini, C. Yeamans, C. Velsko, M. Wiescher, M. Couder, A. Zylstra, D. Schneider: Dynamic High Energy Density Plasma Environments at the National Ignition Facility for Nuclear Science Research. Journal of Physics G: Nuclear and Particle Physics 45, 2018.
- mit N. Gharibya, K.J. Moody, P.M. Grant, J.D. Despotopulos, S.A. Faye, D.R. Jedlovec, C.B. Yeamans: Recent Advances and Results from the Solid Radiochemistry Nuclear Diagnostic at the National Ignition Facility. Review of Scientific Instruments 87, 2016.
- mit N. Gharibyan, K.J. Moody, J.D. Despotopulos, P.M. Grant: First Fission Yield Measurements at the National Ignition Facility: 14-MeV Neutron Fission of U-238. Journal of Radioanalytical and Nuclear Chemistry 303, 2015, S. 1335.
- mit K.J. Moody, N. Gharibyan, P.M. Grant, J.M. Gostic, P.C. Torretto, P.T. Wooddy, B.B. Bandong, J.D. Despotopulos, C.J. Cerjan, C.A. Hagmann, J.A. Caggiano, C.B. Yeamans, L.A. Bernstein, D.H.G Schneider, E.A. Henry, R.J. Fortner: Radiochemical Determination of Inertial Confinement Fusion Capsule Compression at the National Ignition Facility. Review of Scientific Instruments 85, 2014.